# Edward Granville Eliot

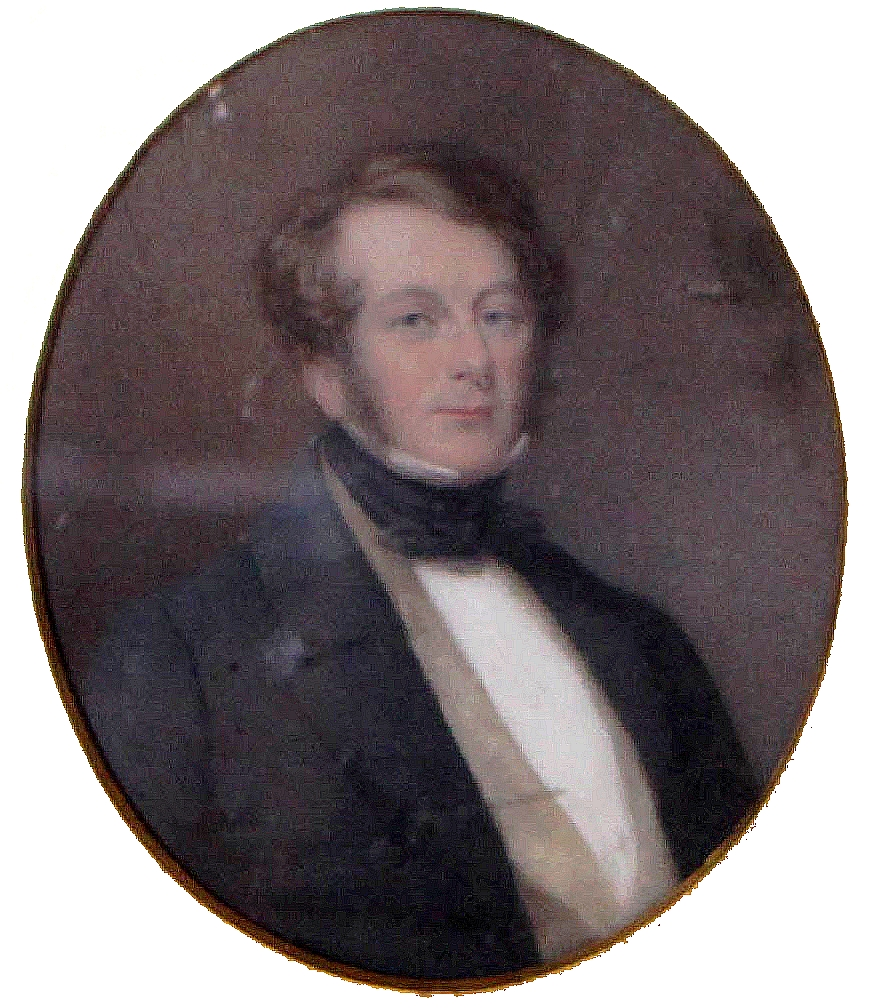
Edward Granville Eliot

Edward Granville Eliot, III conde de St Germans (29 de agosto de 1798-7 de octubre de 1877), llamado Lord Elliot entre 1823 y 1845, fue un político y diplomático británico. 

## Orígenes
Eliot nació en Plymouth, Devon, hijo del conde William Eliot (1767-1845) y su primera esposa, Lady Georgina (1769-1806). Fue nieto materno del I marqués de Stafford, Granville Leveson-Gower (1721-1803). Estudió en el Westminster School, entre 1809 y 1811, y se matriculó en Christ Church el 13 de diciembre de 1815.

## Carrera política
El joven político se convirtió en Secretario de Legación en Madrid el 21 de noviembre de 1821. Ese año fue elegido miembro del Parlamento por Liskeard. Comenzando su carrera como Tory, fue leal a Sir Robert Peel (1788-1850) y sirvió como Junior Lord of the Treasury, «Señor Júnior del Tesoro», entre 1827 y 1830. Fuera del Parlamento entre 1832 y 1837, sirvió como jefe de Secretaría de Irlanda (1841-1845) y después como director general de Correos del Reino Unido (1845-1846). Él consiguió la firma del Convenio Lord Eliot, en abril de 1835 para poner fin a los fusilamientos indiscriminados de prisioneros en la Primera Guerra Carlista. Durante los debates de las Leyes del Maíz (1846) rompió con Peel y fue Lord teniente de Irlanda durante el gobierno de la coalición encabezada George Hamilton-Gordon (1784-1860). Él ostentó el título de Lord Steward junto a Henry John Temple (1784-1865). En 1860 acompañó al Príncipe de Gales en su viaje a Estados Unidos y Canadá.

## Descendencia
Lord Elliot contrajo matrimonio con Lady Jemina Cornwallis (1803-1856), hija de Charles Cornwallis (1774-1823), marqués de Cornwallis, en St James Church, Westminster, el 2 de septiembre de 1824. Tuvieron seis hijos y dos hijas. 

## Muerte
Falleció en  St Germans, el 7 de octubre de 1877, a los 79 años. Es el tatarabuelo de la actriz Jane Asher (n. 1946).